# Cytisus oromediterraneus
Espèce
Cytisus oromediterraneus, le Genêt purgatif ou Spartier purgatif, est une espèce de plantes à fleurs de la famille des Fabaceae. C'est un sous-arbrisseau trouvé en Europe et en Afrique.

## Dénominations
Le nom français est Genêt purgatif mais on peut le trouver aussi sous le nom de Sarothamme purgatif ou Spartier purgatif (purgatif car les graines avaient autrefois cette prétendue propriété malgré leur toxicité).

## Synonymes
Cette espèce est souvent désignée par plusieurs noms latins, ce qui peut parfois créer des situations assez confuses.

Son nom scientifique officiel est Cytisus oromediterraneus mais on parle parfois aussi de : 
- Cytisus purgans (L.) Benth.
- Genista purgans L. Fournier, taxon dont certains auteurs identifient plusieurs variantes, dont
  - Genista purgans var. brachycarpa Rouy
  - Genista purgans sensu H.J.Coste
- Cytisus balansae, taxon dont certains auteurs identifient plusieurs variantes, dont
  - Cytisus balansae var. europaeus G.López & Jarvis , qui croît dans le Massif central.
  - Cytisus balansae subsp. européens, Muñoz Gard.
- Sarothamnus purgans (L.) Gren. & Godr.

## Caractéristiques

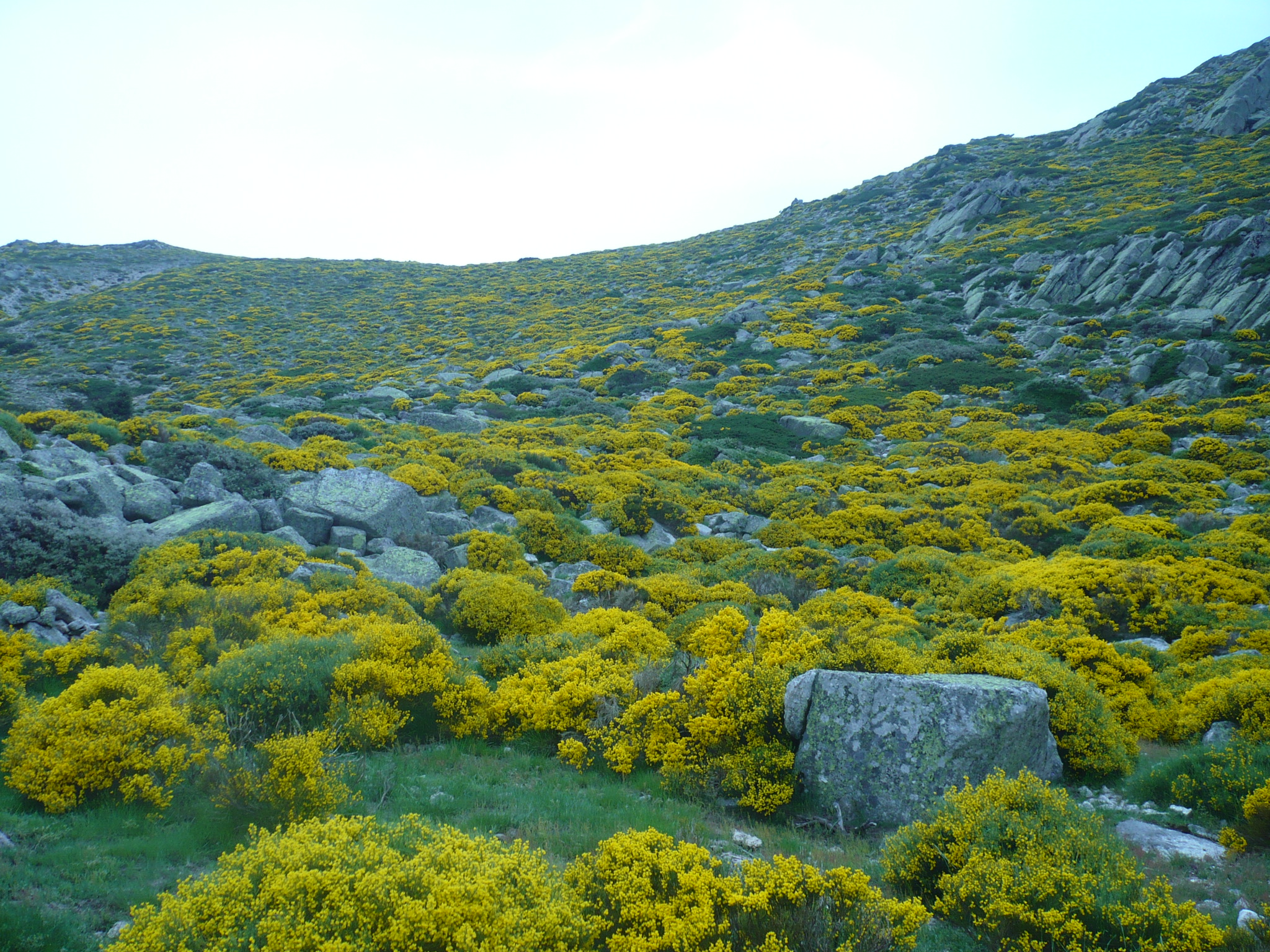
Genêts purgatifs en fleur dans la sierra de Guadarrama en Espagne.

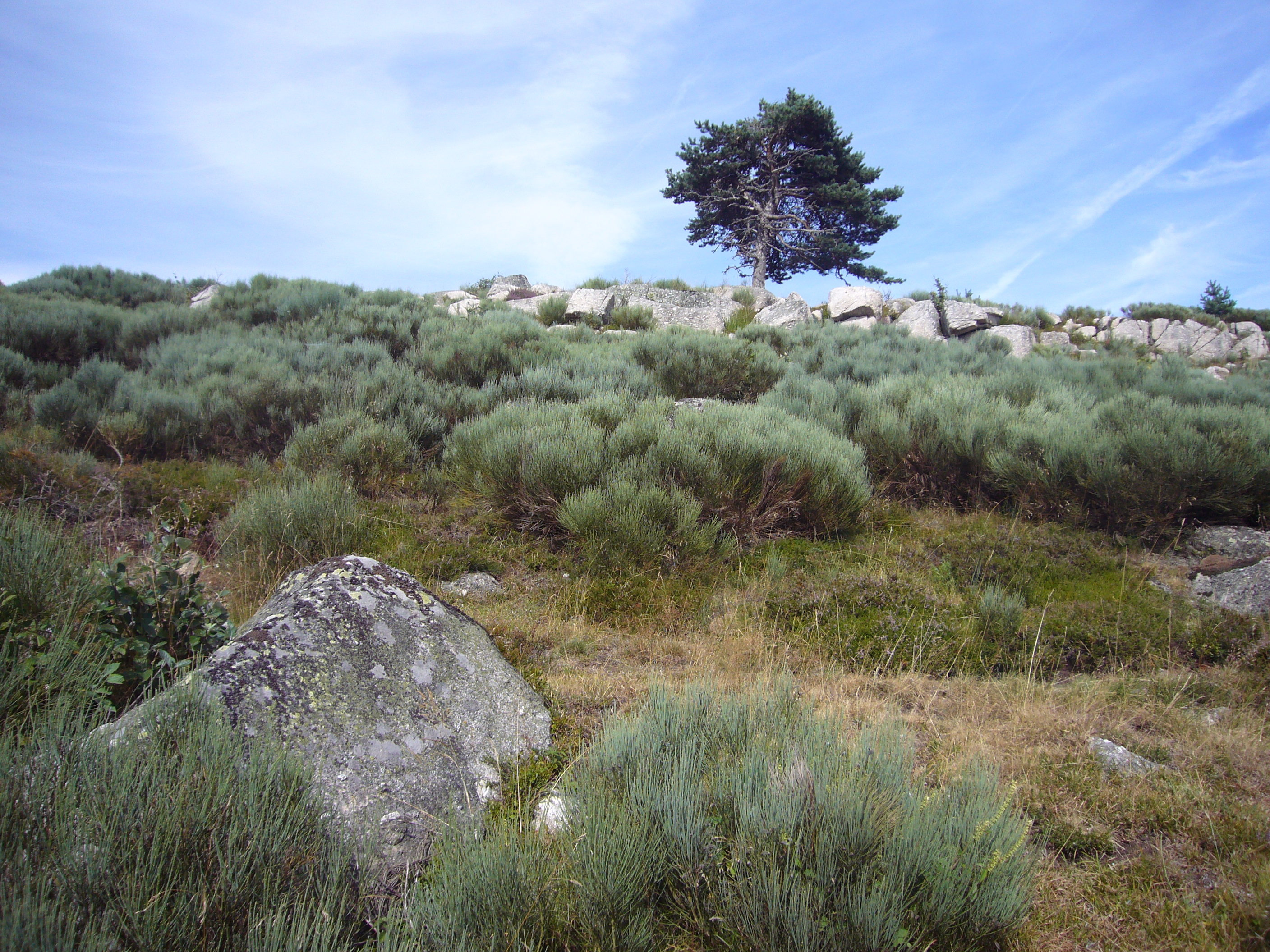
Lande à genêts purgatifs sur les pentes de l'Aubrac (Lozère). La couleur vert-glauque des rameaux est caractéristique.

Le genêt purgatif est un sous-arbrisseau touffu, de 40-150 cm (type biologique nanophanérophyte), presque sans feuilles, d'aspect jonciforme. Le buisson présente un port dense en forme de boule aplatie avec des rameaux dressés, de couleur vert-glauque, montrant une alternance de raies vertes glabres et grises pollués. Leurs côtes très larges se terminent par une languette sous le coussinet foliaire. Les feuilles alternes, réduites à une seule foliole, sans stipules, sont allongées et  aiguës (6-12 mm), velues dessous, sont rapidement caduques. Les fleurs sont jaunes d'or, petites, de 10-12 mm, odorantes, en petites grappes terminales. Gousse et calice sont poilus. La gousse longue de 15-30 mm et large de 5-7 mm, est légèrement velue, noire à maturité. Elle est munie de valves qui se tordent lors de la déhiscence.
La floraison a généralement lieu en mai-juillet mais est variable en fonction de l'altitude.

## Répartition
Le genêt purgatif est présent dans le Massif central, les Pyrénées orientales ainsi que dans plusieurs massifs montagneux de la péninsule Ibérique et du Maghreb (il y a plusieurs sous-espèces). 
C'est un orophyte qui se développe de 400 à 1 900 m d'altitude, de l'étage collinéen à l'étage alpin, et qui caractérise des landes relativement pauvres de montagnes granitiques ou volcaniques. En France, il est particulièrement bien représenté dans le Massif central (Cévennes, Margeride, Aubrac, Vivarais, Forez). La lande à genêt purgatif est également présente dans les Pyrénées orientales mais sur une aire plus restreinte, en terrain siliceux, en soulane de préférence, d'où son nom anglais de Pyrenean Broom.

## Phytosociologie
Ses biotopes caractéristiques sont les pâturages abandonnés, les landes (association Cytision oromediterraneo-scoparii), les bois clairs (pineraies). Ce genêt est souvent associé avec Calluna vulgaris, Senecio adonidifolius, parfois avec  Cytisus scoparius.

## Utilisations
En dépit de son nom, son aptitude à purger n'est pas reconnue. Par contre, en matière de transit sanguin, ses extraits de fleurs peuvent avoir des effets hypotensifs ou hypertensifs. 